# Villaseca de la Sagra
Villaseca de la Sagra község Spanyolországban, Toledo tartományban. Villaseca de la Sagra Alameda de la Sagra, Añover de Tajo, Aranjuez, Mocejón, Magán, Villaluenga de la Sagra és Cobeja községekkel határos. Lakosainak száma 1859 fő (2024).

## Népesség
A település népessége az utóbbi években az alábbiak szerint változott:
| Lakosok száma | 1581 | 1592 | 1649 | 1806 | 1890 | 1844 | 1815 | 1820 | 1864 | 1859 |
|               | 2001 | 2004 | 2007 | 2009 | 2012 | 2014 | 2017 | 2019 | 2022 | 2024 |